# Josef Leonhard Bernold
Josef Leonhard Bernold (* 14. Dezember 1809 in Walenstadt; † 19. Februar 1872 in Bern) war ein Schweizer Politiker, Industrieller und Richter. Von 1848 bis 1857 und von 1860 bis zu seinem Tod gehörte er dem Nationalrat an.

## Biografie
Bernold entstammte einer einflussreichen Beamtenfamilie, sein Vater Josef Franz Leonhard Bernold war Schultheiss von Walenstadt sowie Landeshauptmann und Statthalter des Sarganserlandes gewesen. Der Sohn besuchte das katholische Gymnasium in St. Gallen, danach studierte er Recht und Mathematik an der Universität München. Bernold war Besitzer des Schlossguts Nidberg oberhalb von Mels. Zusammen mit seinem Schwager Fridolin Huber war er Gründer und Besitzer der Buntweberei Walenstadt. Ebenso war er Teilhaber der Walenstadter Zementziegelfabrik und Kalkbrennerei.
Neben seiner wirtschaftlichen Tätigkeit amtierte Bernold als Bezirksrichter von Sargans und als Kantonsrichter. Ausserdem war er Bezirksammann in Mels sowie ab 1847 Oberst. Politisch vertrat er radikalliberale Ansichten. Er wurde 1837 in den Grossen Rat des Kantons St. Gallen gewählt, dem er mit Unterbrechungen bis 1872 angehörte. Im Oktober 1848 kandidierte Bernold bei den ersten Nationalratswahlen und wurde im Wahlkreis St. Gallen-Süd gewählt. 1857 schaffte er die Wiederwahl nicht, woraufhin er sich den gemässigten Liberalen anzunähern begann. Bei den Wahlen 1860 gelang ihm der Wiedereinzug in den Nationalrat, 1872 verstarb er während einer Nationalratssession.